# Teenage Mutant Ninja Turtles 3: Mutant Nightmare
Teenage Mutant Ninja Turtles 3: Mutant Nightmare — компьютерная игра в жанре action о персонажах комиксов Кевина Истмена и Питера Лэрда Черепашках-ниндзя, а также сиквел к Teenage Mutant Ninja Turtles (2003) и Teenage Mutant Ninja Turtles 2: Battle Nexus (2004). Игра была разработана и издана японской компанией Konami в 2005 году к премьере третьего сезона мультсериала «Черепашки-ниндзя» (2003), сюжет которого лёг в её основу. После участия в межгалактическом турнире «Битва Нексус» Леонардо, Донателло, Микеланджело и Рафаэлю предстоит: остановить инопланетное вторжение Трицератонов, предотвратить генетические эксперименты специального агента правительства США Джона Бишопа, саботировать космический полёт их заклятого врага Шреддера, а также столкнуться с собственными кошмарами вне времени и пространства, в которые их погрузил Великий Драко — монстр, появившийся на свет в результате слияния Великого ниндзя и Драко.
Konami создавала Mutant Nightmare для платформ PlayStation 2, Xbox и GameCube, при поддержке издателя комиксов о Черепашках-ниндзя Mirage Studios и ответственной за производство мультсериала компанией 4Kids Entertainment. Разработчики учли критику в адрес Battle Nexus, в частности исключили элементы платформера, добавили возможность совершенствовать характеристики персонажей, а также сделали упор на кооперативном прохождении. В отличие от предыдущих игр серии, Mutant Nightmare разрабатывалась на Nintendo DS вместо Game Boy Advance.
Как и предыдущие игры по мотивам мультсериала 2003 года Mutant Nightmare получила преимущественно негативные отзывы от критиков. В большинстве случаев рецензенты хвалили кооператив для четырёх игроков, систему улучшений протагонистов и интеграцию аркадной игры Turtles in Time (1991), но вместе с тем сетовали на однообразный игровой процесс и плохое качество графической и звуковой составляющих. Это была последняя игровая адаптация комиксов о Черепашка-ниндзя от Konami, так как вскоре после её выхода права на разработку и издание игр приобрела Ubisoft.

## Игровой процесс

### Версия для PS2, Xbox и GameCube

В Mutant Nightmare появились элементы рельсового шутера: на скриншоте Черепашки-ниндзя бросают сюрикены в агентов «Сил защиты Земли»

Teenage Mutant Ninja Turtles 3: Mutant Nightmare — это трёхмерный action, в котором игрок управляет одной из четырёх Черепашек-ниндзя. В отличие от предшествующей ей Teenage Mutant Ninja Turtles 2: Battle Nexus, в Mutant Nightmare отсутствуют элементы платформера, поэтому персонажи не могут упасть в пропасть. Тем не менее, протагонист и его компаньоны по-прежнему в состоянии запрыгивать на уступы и интерактивные предметы, например машины. Каждый из персонажей обладает собственным набором движений и уникальным оружием: Леонардо — катанами, Донателло — бо, Микеланджело — нунчаками, а Рафаэль — саями. В сражениях герои используют обычные и сильные атаки, которые могут объединить в комбо-удары. У Черепашек-ниндзя есть две шкалы — здоровья и энергии. Последняя заполняется по мере нанесения врагам урона и предоставляет игроку доступ к специальной атаке, с более широким диапазоном. Помимо этого персонажи могут проводить совместные атаки. Блоки и перекаты позволяют им избежать получения урона. Также черепашки в состоянии бросать в противников сюрикены, попадающиеся в расположенных на уровнях ящиках. Помимо метательных снарядов, в ящиках также находятся: восстанавливающие здоровье продукты питания, заполняющую шкалу энергии артефакты, а также компакт-диски, которые открывают внутриигровые ролики, макимоно с различными бонусными эффектами, например, увеличением количества очков здоровья или повышением силы атак, и внутриигровая валюта — кристаллы. В игре есть несколько разновидностей кристаллов, которые отличаются друг от друга по цвету и размеру, определяющих их ценность, причём маленькие выпадают из побеждённых врагов, а большие хранятся в тайниках. С помощью кристаллов игрок может улучшать характеристики персонажей — открывать новые комбо и приёмы, как одиночные, так и командные, а также экипировать макимоно. Тем не менее, некоторые комбо и приёмы становятся доступными для приобретения лишь по мере прохождения сюжетной кампании. Также в игре есть специальные макимоно, позволяющие персонажам активировать супер-режим под название Ultimate Turtle; в этом состоянии: на телах черепах появляются светящиеся татуировки, герои получают новое оружие, а сила их атак многократно возрастает.
Как и Teenage Mutant Ninja Turtles 2003 года и Battle Nexus, Mutant Nightmare воспроизводит визуальный стиль мультсериала «Черепашки-ниндзя» 2003 года при помощи технологии сел-шейдинг. Повествование разворачивается через фрагменты из серий третьего сезона мультсериала и созданные на движке игры кат-сцены, демонстрируемые до, во время и после завершения миссий. Сюжетная кампания охватывает три эпизода, каждый из которых делится на отдельные миссии. Из Battle Nexus в игру вернулся кооператив для четырёх игроков. Перед началом каждого эпизода игрок выбирает одного из доступных героев, в то время как оставшиеся три черепахи сопровождают его в течение всего прохождения. В отличие от предыдущей части, если игрок проходит сюжетную кампанию в одиночку, остальными персонажами управляет ИИ; по этой причине, игрок не может менять персонажей на уровнях как в Battle Nexus. На пути игрока возникают различные противники, которые сражаются кулаками, оружием ближнего боя, стреляют из лука и бросают гранаты. В игре появилась механика Target Attack, благодаря которой игрок может выделить одного из многочисленных оппонентов, после чего остальные черепашки начнут атаковать его в первую очередь. На некоторых этапах присутствуют боссы. Помимо шкалы здоровья у них имеется шкала оглушения, которая заполняется с помощью продолжительной и непрерывной серии ударов; после её заполнения боссы на время потеряют возможность двигаться и атаковать. Из Battle Nexus в игру вернулись гоночные уровни, однако их концепция изменилась: на этот раз черепашки передвигаются на ховербордах и преследуют ту или иную цель, попутно уклоняясь от встречных атак и собирая кристаллы. Также появились миссии с пикированием на дельтапланах; в этот момент на пути персонажей возникают парящие в небе бомбы, при столкновении с которыми они на время теряют равновесие, из-за чего могут пропустить попадающиеся внутриигровые бонусы — кристаллы и диски.
Игрок в состоянии перепройти завершённые миссии в режиме свободной игры, чтобы собрать пропущенные предметы коллекционирования и пополнить запас кристаллов. Помимо сюжетной кампании, в игре есть режим испытаний, которые делятся на два вида: первый представляет собой симулятор выживания — игрок должен победить как можно больше противников до тех пор, пока не иссякнет шкала здоровья его персонажа; во втором случае игроку необходимо уничтожить определённое количество врагов за отведённое время. По мере прохождения сюжета игрок получает доступ к аркадной версии Turtles in Time, которая была интегрирована в Mutant Nightmare по аналогии с Teenage Mutant Ninja Turtles 1989 года в Battle Nexus.

### Версия для DS
Версия Mutant Nightmare для Nintendo DS представляет собой двухмерный сайд-скроллер в жанре beat ’em up с элементами стелса, головоломки и шутера. В игре есть 50 уровней, в число которых входят 30 одиночных приключений четырёх персонажей и 20 дополнительных этапов. У каждой черепашки есть доступ к определённым локациям, не доступным для остальных героев: например, Рафаэль может сдвинуть с пути тяжёлые валуны, чтобы открыть скрытый проход. Кроме того, герои получают индивидуальные финальные ролики в конце игры. Персонажи передвигаются по закрытым локациям и преодолевают встречающиеся на пути препятствия с помощью прыжков и приседаний. Иногда игрок активирует движущиеся платформы при помощи клапанов, которые он поворачивает в рамках мини-игры на нижнем экране консоли с использованием стилуса. Чтобы завершить этап игроку необходимо добраться до финиша, обойти ловушки и победить встречающихся на пути противников с помощью обычных и специальных атак, а также производных из них комбо-ударов. В то же время в игре есть уровни, на которых игрок должен сопровождать неигрового персонажа, перебрасывать его через различные препятствия и защищать от врагов. На нижнем экране консоли расположена карта уровня и специальная панель с изображениями трёх других черепашек, с помощью которой игрок может призвать на помощь одну из них. Каждой черепахе отведена отдельная роль: например, Донателло подбрасывает протагониста вверх, а Рафаэль помогает игроку выполнить совместный комбо-удар. Помимо режима «истории» в Mutant Nightmare есть боевой режим, в котором игроку предстоит пройти ряд испытаний, таких как маневрирование через препятствия и сбор кристаллов. Также игрок может сразиться с другими пользователями по сети.

## Сюжет

### Персонажи и сеттинг
В Нью-Йорке четыре мутировавшие антропоморфные черепахи-подростки — Леонардо, Донателло, Микеланджело и Рафаэль — вместе со своим учителем и, по совместительству, приёмным отцом крысой Сплинтером, который обучил их боевым искусствам, противостоят преступному клану ниндзя Фут, возглавляемому Ч’Реллом / Шреддером. Последний является представителем инопланетной цивилизации под названием Утромы и скрывается под личностью человека по имени Ороку Саки, предпринимателя и мецената, намеревающегося уничтожить остальных Утромов и завоевать другие миры. Ранее черепашки столкнулись с другими инопланетянами — Трицератонами, преследовавшими Фуджитоида, некогда бывшего учёного по имени профессор Ханикатт, создавшего телепортирующее устройство, с помощью которого они планировали перемещать оружие по всему космическому пространству. За безопасностью родной планеты черепашек следят сотрудники правительственной организации «Силы защиты Земли» под руководством агента Джона Бишопа. Также существует мир между мирами под названием «Битва Нексус», где проводится одноимённый турнир с участием сильнейших бойцов со всей Вселенной. После провалившейся попытки захвата власти сын даймё этого измерения, известный как Великий Ниндзя, и бывший участник турнира Драко сливаются в существо под названием Великий Драко и при помощи могущественных артефактов Боевого посоха и Скипетра времени получают контроль над пространством и временем.

### История
Верховный лидер Республики Трицератонов Занрамон начинает полномасштабное вторжение на Землю, чтобы найти Фуджитоида, так как, по его мнению, андроид получил убежище на этой планете после бегства с космической крепости Трицератонов вместе с Черепашками-ниндзя. Пришельцы обнаруживают «телепортические трансионические частицы», которые осели на жителях Нью-Йорка, оказавшихся поблизости от телепортирующего устройства в момент перемещения Фуджитоида. Одними из таких людей оказываются друзья Черепашек-ниндзя — владелица антикварного магазина Эйприл О’Нил и уличный линчеватель Кейси Джонс, которых Трицератоны захватывают в плен и увозят на свою космическую станцию. Узнав о вторжении Трицератонов, Фуджитоид покидает планету Утромов, возвращается на Землю и воссоединяется с Леонардо, Донателло, Микеланджело и Рафаэлем. Черепашки-ниндзя отправляются на базу Трицератонов, где сталкиваются с повстанцами, возглавляемыми их другом, бывшим гладиатором и участником турнира «Битва Нексус» Траксимусом. Они объединяют усилия, чтобы освободить Кейси и Эйприл, нейтрализовать флот Трицератоном с помощью компьютерного вируса и отстранить от власти Занрамона. В конечном итоге Траксимус уничтожает трон правителя Трицератонов, ознаменовав начало новой эры для своего народа и наступление мира, пришедшего на смену тирании.
Черепашки-ниндзя возобновляют тренировки со своим учителем, однако их обучение прерывают агенты «Сил защиты Земли», которые запускают в логово мутантов специальные устройства, излучающие ультразвук, вызывающий сильную головную боль у Сплинтера. Хотя героям удаётся уничтожить эти технологии, «Силы защиты Земли» похищают Сплинтера. Черепашки бросаются в погоню за учителем на ховербордах, однако на их пути возникают наёмники мистер Тач и и мистер Гоу. После победы над ними черепашки отступают в логово, чтобы Донателло мог изучить оставшиеся устройства «Сил защиты Земли» и отследить местоположение Сплинтера. Герои проникают на базу правительственной организации с помощью дельтапланов и вновь сталкиваются с Тачем и Гоу, солдатами и искусственно выращенными мутантами. В одой из лабораторий они находят учителя, а также впервые сталкиваются с агентом Бишопом, который использовал ДНК Сплинтера для создания сверхчеловека под названием «Губитель». Черепашки-ниндзя уничтожают творение Бишопа, а затем вступают в бой с самим агентом. Принимая во внимание численное превосходство противников Бишоп отступает, однако перед этим заявляет, что их пути ещё пересекутся. Также агент запускает процесс самоуничтожения штаб-квартиры, но черепашкам и Сплинтеру удаётся спастись.
По окончании вторжения Трицератонов Ороку Саки использует своё огромное финансовое состояние, чтобы восстановить нанесённый Нью-Йорку ущербу, из-за чего СМИ провозглашают его «спасителем города». Черепашки-ниндзя приходят к выводу, что у их заклятого врага есть личный интерес и решают провести расследование. Вскоре они узнают, что Саки использует своё положение, чтобы получить доступ к оставшимся на Земле технологиям Трицератонов. Герои проникают на борт сбитого корабля пришельцев, где сталкиваются с механизированными амазонками, сконструированными по образу приёмной дочери Шреддера Караи. Затем черепашки и Сплинтер тайно проникают в поместье Ч’Релла, когда тот организовывает прощальный приём для жителей Нью-Йорка. Выясняется, что Шреддер использовал технологии Трицератонов для создания космического корабля, на котором он собирается покинуть Землю, уничтожить родную планету Утромов, а затем завоевать другие миры. Из-за вмешательства черепах и их учителя Ч’Релл совершает экстренный незапланированный полёт и успевает взять на борт лишь малую часть своей армии. Черепашки и Сплинтер достигают энергетического ядра корабля и принимают решение взорвать его и, тем самым, остановить Шреддера ценой своих жизней. Несмотря на попытки Караи и Ч’Релла помешать им, герои осуществляют задуманное и едва не погибают при взрыве, однако в последний момент их спасают Утромы, которые переносят черепашек и Сплинтера на суд над Шреддером. В конце концов Утромы приговаривают Ч’Релла к вечной ссылке на ледяном астероиде и телепортируют героев обратно домой.
Торжество черепашек прерывает Великий Драко, который вторгается в их убежище и, с помощью Боевого посоха и Скипетра времени, отправляет их в различные измерения. Сначала герои участвуют в межгалактических гонках на мотоциклах, затем попадают в постапокалиптическое будущее, в котором Шреддер захватил власть над миром и, после победы над ним, посещают реальность, где их учитель стал суперзлодеем, известным как «Сливер». Черепашки побеждают Сливера и перемещаются в четвёртое измерение, населённое иллюзиями их бывших врагов. В конечном итоге они возвращаются домой и дают отпор Великому Драко.

## Разработка, продвижение и выпуск
За создание Teenage Mutant Ninja Turtles 3: Mutant Nightmare отвечала японская компания Konami, которая приобрела эксклюзивную лицензию на разработку и издание игр про Черепашек-ниндзя в 2002 году. Разработчики из подразделения Konami Studios создавали игру для кооперативного прохождения, как и в случае с предшествующей ей Teenage Mutant Ninja Turtles 2: Battle Nexus (2004). В отличие от предыдущих проектов по мотивам мультсериала «Черепашки-ниндзя», которые выходили на Game Boy Advance, игра создавалась для другой портативной консоли — Nintendo DS. Как и в случае с Teenage Mutant Ninja Turtles 2003 года и Battle Nexus, персонажей Mutant Nightmare озвучили те же актёры, что и в мультсериале.
В мае 2005 года, во время игровой выставки E3 Konami Digital Entertainment анонсировала выход Teenage Mutant Ninja Turtles 3: Mutant Nightmare на платформах PlayStation 2, Xbox и Nintendo GameCube, который был намечен на осень того же года. На E3 представители Konami раскрыли некоторые нововведения игрового процесса, в частности систему улучшений персонажей, появление командных комбо-ударов, а также интеграцию одной из классических игр про Черепашек-ниндзя. В то же время они представили демоверсию Mutant Nightmare 3, состоящую из трёх этапов первого уровня. В августе в Сан-Франциско состоялась ежегодная пресс-конференция Konami BBQ, на которой стало известно, что игра выйдет в ноябре. ESRB присвоила версии для PlayStation 2, Xbox и GameCube рейтинг «E10+» («Everyone») — «Для всех», в то время игра для DS получила рейтинг «E» («Early childhood») — «Для детей младшего возраста». Релиз Mutant Nightmare состоялся 1 ноября.

## Восприятие и наследие
| Сводный рейтинг    | Сводный рейтинг | Сводный рейтинг | Сводный рейтинг | Сводный рейтинг |
| Издание            | Оценка          | Оценка          | Оценка          | Оценка          |
| Издание            | DS              | GC              | PS2             | Xbox            |
| ------------------ | --------------- | --------------- | --------------- | --------------- |
| GameRankings       | 59,64 %         | 61,40 %         | 53,75 %         | 58,07 %         |
| Metacritic         | 58/100          | 57/100          | 53/100          | 56/100          |
| Иноязычные издания |                 |                 |                 |                 |
| Издание            | Оценка          | Оценка          | Оценка          | Оценка          |
| Издание            | DS              | GC              | PS2             | Xbox            |
| Game Informer      | 4/10            | N/A             | N/A             | N/A             |
| GameSpot           | 6,1/10          | 5,3/10          | 5,3/10          | 5,3/10          |
| GameSpy            | [ 29 ]          | [ 10 ]          | [ 30 ]          | [ 31 ]          |
| GameZone           | 6/10            | N/A             | 5,6/10          | 5,5/10          |
| IGN                | 6/10            | 5,5/10          | 5,5/10          | 5,5/10          |
| Jeuxvideo.com      | 10/20           | N/A             | N/A             | N/A             |
| Nintendo Power     | 6/10            | 4/10            | N/A             | N/A             |
| OPM                | N/A             | N/A             | 4/10            | N/A             |
| OXM                | N/A             | N/A             | N/A             | 4/10            |
| TeamXbox           | N/A             | N/A             | N/A             | 6,3/10          |

Teenage Mutant Ninja Turtles 3: Mutant Nightmare получила смешанные, преимущественно негативные отзывы от игровых журналистов. На сайте-агрегаторе рецензий Metacritic версия для PS2 имеет 53 балла из 100, для Xbox — 56 баллов из 100, для GC — 57 баллов из 100, а для DS — 58 баллов из 100.
Хуан Кастро из IGN положительно оценил решение Konami добавить в игру систему улучшения и большое количество предметов — разноцветных кристаллов и макимоно, которые предоставляют игроку полезные бонусы. Майкл Кнутсон из GameZone также назвал систему улучшений лучшим нововведением игры, так как она позволяет создать «идеальную» черепашку для прохождения. Алекс Наварро из GameSpot отнёс к числу главных достоинств игры кооператив для четырёх игроков, исключение элементов платформера из Battle Nexus и интеграцию Turtles in Time. Грег Орландо из GameSpy отметил, что в Mutant Nightmare есть множество: отличных сражений, разнообразных врагов, уникальных атак, прежде всего совместных ударов, и интерактивного окружения. По мнению TeamXbox, обладатели игры могут получить удовольствие от её прохождения благодаря кооперативу, нескольким интересным режимам и продуманной боевой системе. Британское издание журнала Official Xbox Magazine дало игре 56 баллов из 100, отметив, что она оправдывает ожидания игроков, но не более того.
Среди ключевых недостатков Mutant Nightmare Наварро выделил: низкую сложность, однообразность игрового процесса, плохую обработку графики мультсериала и качество звука, бесполезность режима Ultimate Turtle и систему улучшения персонажей в целом. Несмотря на положительную оценку кооператива, Орландо сетовал на недоработанный ИИ неигровых персонажей. Также он раскритиковал этапы с элементами рельсового шутера и пришёл к выводу, что Mutant Nightmare выглядит хуже на фоне интегрированной аркадной версии Turtles in Time. Кнутсон разделил это мнение и поблагодарил Konami за возможность поиграть в их более успешный проект, однако вместе с тем сетовал на «паршивую» камеру и «шум, который игра пытается выдать за звук». С другой стороны, редакция Nintendo Power заявила, что даже Turtles in Time не работает должным образом. По мнению OPM, улучшенная камера и приятная графика не смогли компенсировать чувство «скуки» от прохождения игры; рецензент издания сравнил добавление этих улучшений с «заменой освежителя воздуха в построенном в канализации доме». Кастро описал Mutant Nightmare следующим образом: «безвкусная игра в жанре action без доработанного управления и визуального колорита, что характерно для проектов без души».
Ещё один рецензент IGN Крейг Харрис похвалил многопользовательский и боевой режимы версии для DS, а также её визуальную составляющую. Рецензент GameSpot Фрэнк Прово заявил, что графика и звук «прекрасно передают атмосферу мультсериала». Прово понравилось, что в игре есть большое количество уровней, в том числе уникальные этапы для четырёх черепах, каждая из которых обладает собственным набором атак. Орландо назвал мини-игры с использованием стилуса «приятным развлечением». По мнению Эдуардо Закариаса из GameZone, Mutant Nightmare для DS удалось воспроизвести атмосферу игр для NES, прежде всего благодаря «старомодному двухмерному экшену с видом сбоку» и мультиплееру, который позволяет пользователям играть по сети.
В своей рецензии Прово подчеркнул следующие недостатки игры: повторяющиеся сражения с одними и теми же противниками, замедляющие темп повествования элементы платформера и головоломки, частое использование стилуса и неотзывчивость отдельных элементов игрового процесса. Харрис резюмировал, что Mutant Nightmare не удалось повторить успех предыдущих проектов Konami. По мнению рецензента, это произошло из-за ограниченной двухмерной среды: у игроков не было возможности вести сражения на заднем и переднем планах, как в классических beat ’em up про Черепашек-ниндзя. Также Харрис отметил, что игра отличается от предыдущих игр по мотивам мультсериала для Game Boy Advance лишь благодаря «совершенно бесполезным элементам [игрового процесса] с использованием сенсорного экрана». Закариас добавил, что графика находится на уровне проектов для GBA и не раскрывает потенциал DS. Аналогичным образом рецензент высказался о звуковой составляющей: «голосовых вставок очень мало, а прочие сигналы и бипы были бы уместны на GBA». Jeuxvideo.com был разочарован детализацией локаций и моделей персонажей и привёл Castlevania: Dawn of Sorrow (2005) в качестве игры для DS с хорошей графикой. Game Informer и GameSpy назвали игровой процесс Mutant Nightmare для DS «скучным, утомительным и невыразительным».
В январе 2006 года Ubisoft приобрела права на разработку и издание игр про Черепашек-ниндзя. Вместо создания игровой адаптации следующего сезона мультсериала 2003 года компания сосредоточила усилия на разработке игры по мотивам предстоящего анимационного фильма. После выхода The Cowabunga Collection (2022), представляющего собой сборник игр Konami 1980-х и 90-х годов, продюсер Чарльз Мураками заявил, что этот проект появился благодаря бурным просьбам фанатов франшизы, поэтому не стал исключать выхода аналогичного сборника с играми по мотивам мультсериала 2003 года.